# Pseudohyaleucerea
Pseudohyaleucerea é um gênero de traça pertencente à família Arctiidae.